# Доротей Папарис
Доротей (на гръцки: Δωρόθεος, Доротеос) е гръцки духовник, митрополит на Вселенската патриаршия.

## Биография
Роден е в 1957 година в Кавала със светското име Василиос Папарис (Βασίλειος Πάπαρης). Учи в филология и богословие в Солунския университет. Седем години работи като учител в общото и средното църковно образование, както и като заместник-директор на радиостанцията на Църквата на Гърция. В 1990 годна е ръкоположен за дякон, а в 1991 година за презвитер със сан архимандрит. Оттогава служи като протосингел на Гумендженската, Боймишка и Ругуновска епархия, отговарящ за младежта и катехизиса. Под негово ръководство са изградени църквите „Света Богородица Достойно ест“ в Боймица (Аксиуполи) и „Света Троица“ в Ругуновец (Поликастро). От март 2019 година служи като втори и след това първи секретар-практик в Светия синод на Църквата на Гърция.
На 7 октомври 2022 година Синодът го избира за драмски митрополит с 69 от 74 гласа срещу архимандритите Атинагор Бирдас и Герасим Влатицис. На 16 октомври е ръкоположен в катедралната църква „Благовещение Богородично“ в Атина за драмски митрополит. Ръкополагането е извършено от архиепископ Йероним II Атински и Гръцки в съслужение с митрополитите Димитрий Гумендженски, Пантелеймон Ксантийски, Серафим Пиерийски, Теолог Серски, Дионисий Коринтийски, Пантелеймон Маронийски, Стефан Филипийски и епископ Филотей Орейски.